# Antirhea atropurpurea
Antirhea atropurpurea là một loài thực vật có hoa trong họ Thiến thảo. Loài này được (Craib) Chaw mô tả khoa học đầu tiên năm 1988.